# Dolicholaimus minor
Dolicholaimus minor is een rondwormensoort uit de familie van de Ironidae. De wetenschappelijke naam van de soort is voor het eerst geldig gepubliceerd in 1994 door Platonova & Mokievsky.